# アイ・ウォント・ユー・トゥ・ニード・ミー
「アイ・ウォント・ユー・トゥ・ニード・ミー」（英: I Want You to Need Me=私を必要としてほしい）はセリーヌ・ディオンのベストアルバム『ザ・ベリー・ベスト』からの最後のシングルで、2000年7月15日に発売された。
作詞・作曲は、過去にディオンのヒットシングル「ビコーズ・ユー・ラヴド・ミー」などを書き下ろしたことのあるダイアン・ウォーレン。一部のクラブミックスはサンダーパスが編曲している。
この曲のミュージック・ビデオは2本制作されている。実際にプロモーションに使用されたのは2本目のビデオで、リッツ・フリードランダーの監督により2000年5月1日に公開された。このビデオはディオンのPV・ライブビデオ集『ザ・ベリー・ベスト〜ビデオ・コレクション〜』に収録されている。また、1本目のビデオは2000年2月にポール・ハンターの監督により制作されたが、お蔵入りとなっている。
チャート成績はカナダで1位、アメリカのホットダンスシングルセールスで7位、ホットアダルトコンテンポラリートラックで12位を記録した。その他にスウェーデンとスイスでもトップ40位入りを果たした。また、アメリカでは「ザッツ・ザ・ウェイ・イット・イズ」との両面A面シングルとして発売され、ニールセン・サウンドスキャンによればアメリカ国内で6万枚を売り上げた。

## 収録曲
ヨーロッパ版CDシングル
1. 「アイ・ウォント・ユー・トゥ・ニード・ミー」 – 4:34
2. 「アイ・ウォント・ユー・トゥ・ニード・ミー」（サンダーパス・ラジオミックス） – 4:32

ヨーロッパ版CDマキシシングル
1. 「アイ・ウォント・ユー・トゥ・ニード・ミー」 – 4:34
2. 「アイ・ウォント・ユー・トゥ・ニード・ミー」（サンダーパス・ラジオミックス） – 4:32
3. 「アイ・ウォント・ユー・トゥ・ニード・ミー」（サンダーパス・トリバペッラ） – 7:41
4. 「ザッツ・ザ・ウェイ・イット・イズ」（メトロクラブリミックス） – 5:28

日本版CDマキシシングル
1. 「アイ・ウォント・ユー・トゥ・ニード・ミー」 – 4:34
2. 「ゼン・ユー・ルック・アット・ミー」 – 4:09
3. 「マイ・ハート・ウィル・ゴー・オン」（ライヴ） – 5:23

日本版CDマキシシングル#2
1. 「アイ・ウォント・ユー・トゥ・ニード・ミー」（サンダーパス・ラジオミックス） – 4:32
2. 「アイ・ウォント・ユー・トゥ・ニード・ミー」（サンダーパス・クラブミックス） – 8:10
3. 「アイ・ウォント・ユー・トゥ・ニード・ミー」（サンダーパス・トリバペッラ） – 7:41
4. 「アイ・ウォント・ユー・トゥ・ニード・ミー」（サンダーダブ） – 6:43
5. 「ザッツ・ザ・ウェイ・イット・イズ」（メトロミックスエディト） – 3:12
6. 「ザッツ・ザ・ウェイ・イット・イズ」（メトロクラブリミックス） – 5:28

アメリカ版CDマキシシングル
1. 「ザッツ・ザ・ウェイ・イット・イズ」 – 4:01
2. 「ザッツ・ザ・ウェイ・イット・イズ」（メトロクラブリミックス） – 5:28
3. 「アイ・ウォント・ユー・トゥ・ニード・ミー」（サンダーパス・ラジオミックス） – 4:32
4. 「アイ・ウォント・ユー・トゥ・ニード・ミー」（サンダーパス・クラブミックス） – 8:10

## 公式編曲版
1. 「アイ・ウォント・ユー・トゥ・ニード・ミー」（サンダーパス・ラジオミックス） – 4:32
2. 「アイ・ウォント・ユー・トゥ・ニード・ミー」（サンダーパス・クラブミックス） – 8:10
3. 「アイ・ウォント・ユー・トゥ・ニード・ミー」（サンダーパス・トリバペッラ） – 7:41
4. 「アイ・ウォント・ユー・トゥ・ニード・ミー」（サンダーパス・インストロメンタル） – 8:12
5. 「アイ・ウォント・ユー・トゥ・ニード・ミー」（サンダーダブ） – 6:43
6. 「アイ・ウォント・ユー・トゥ・ニード・ミー」（アルバムバージョン） – 4:34

## チャート
| チャート（2000年）                                       | 最高位 |
| -------------------------------------------------------- | ------ |
| ベルギー フランデレン地域圏・シングルチャート            | 75     |
| ベルギー ワロン地域圏・シングルチャート                  | 73     |
| カナダ・シングルチャート                                 | 1      |
| カナダBDSアダルトコンテンポラリーチャート                | 22     |
| カナダRPMアダルトコンテンポラリー                        | 19     |
| ドイツ・シングルチャート                                 | 49     |
| スウェーデン・シングルチャート                           | 25     |
| スイス・シングルチャート                                 | 40     |
| アメリカビルボードホットアダルトコンテンポラリートラック | 12     |
| アメリカビルボードホットダンスシングルセールス           | 7      |
| アメリカビルボードホット100シングルセールス              | 62     |